# SN 1972E
SN 1972E是NGC 5253星系中的一颗超新星，于1972年5月13日被查尔斯·科瓦尔首次发现。刚发现时其视星等约为8.49，刚好达到最大亮度。之后它被观测了近700天，并成为发展Ia型超新星理论理解的原型物体。

## 背景
SN 1972E作为一颗超新星是由查尔斯·科瓦尔于1972年5月13日发现的。该星发现时的亮度刚好达到最大值约为8.49，位于NGC 5253中心以西约56角秒、以南约85角秒处。其位置处于星系的边缘，便于观测，最大限度地减少背景天体的干扰对于南半球的观测者来说，这颗超新星的位置非常理想，同时北半球的天文台也能进行较好的观测。人们曾尝试用Uhuru和OSO 7对其进行X射线观测，以及通过切伦科夫辐射簇射探测其伽马射线，但都只得到了模棱两可的结果。
许多观测者对可见光和近红外光波段对这颗超新星进行了光度和光谱测量，测量时间一直延续到其亮度峰值后约700天。观测到了来自银河系和NGC 5253星系气体的星际间钙离子吸收线，这使得研究人员能够估算出星际消光。
通过观测到的光变曲线延长长度显示，从发现后约60天开始，该星的亮度以每天0.01个星等的速度稳定下降。换算成其他单位的话，这几乎正好符合56钴的77天半衰期。在Ia型超新星的标准模型中，双星系统中一颗白矮星通过吸积来自伴星的物质而达到其最大质量极限（也就是钱德拉塞卡极限，大约 大约有1个太阳质量的56镍）时便会发生爆炸。56镍衰变为56钴的半衰期约为6天，而钴的衰变为超新星残骸提供了辐射能量。该模型还对这种超新星的光度进行了估计。对SN1972E的观测（包括峰值亮度和衰减速率）与这些预测基本一致，并迅速推动了这一简并爆炸模型的接受。

## 拓展阅读
- Kirshner, R. P. & Oke, J. B. Supernova 1972e in NGC 5253 （页面存档备份，存于）. Astrophysical Journal. 200. Sept. 1975, pt. 1, p. 574-581 (SAO/NASA Astrophysics Data System)
- Riess, Adam G. et al. Using Type IA Supernova Light Curve Shapes to Measure the Hubble Constant （页面存档备份，存于）. Astrophysical Journal Letters. 438. Jan. 1995. *: Self Published version.